# 段宜康
段宜康（1963年11月14日—），臺灣政治人物，生於臺北市。曾任民主進步黨不分區立法委員、民進黨中執委、外省人台灣獨立促進會創會執委、臺北市議會議員、新潮流系總召。

## 早年及背景
段宜康出生於臺北市。畢業於大直國中、成功高中後，考取臺大政治系。大學時期，段宜康參加臺灣大學大陸社，並參與學生運動，但因服兵役而未參與野百合學運。
祖父是江蘇人，為民國初年留美學生。父親段守愚19歲時被家人送至臺灣避難。記者出身，曾任《公論報》記者、《大華晚報》總編輯。母親來自福建省，父母皆於臺灣光復後、中華民國政府遷台前抵臺。
據段宜康本人所述，父親段守愚嚮往民主政治，且對當時國民黨威權政治有所不滿。他的意識型態啟蒙，亦啟發自父親的禁書。儘管對國民黨不滿，段守愚對民進黨以及台獨主張仍有「感情上的障礙」，直到1987年底開放探親後，父子方達成政治立場上共識。段宜康的姨、舅都是新黨支持者，段宜康加入綠營從政後，父母和親戚翻臉曾因政治立場嚴重衝突。

## 政治生涯
服兵役後擔任民主進步黨早期機關報《民進報》總編輯林濁水助理，後又出任立法委員洪奇昌、盧修一、葉菊蘭聯合助理。
1992年段宜康前往臺南市，擔任立委洪奇昌台南市服務處主任。
高植澎於1993年代表民進黨參選澎湖縣縣長補選時，為高植澎輔選。高植澎當選後，擔任澎湖縣縣長特別助理。

### 臺北市議員
1994年段宜康代表民進黨參選臺北市議會議員，並且於1998年連任。與同黨議員江蓋世、李建昌合組「蓋健康質詢小組」，被認為是問政最為犀利的質詢小組之一。
2001年段宜康當選第五屆立法委員，2004年敗選。
段宜康曾經參與外省人台灣獨立促進會的發起。1997年7月20日的「認識台灣教科書大辯論」，段宜康與民進黨文宣部主任陳文茜及民進黨立委王拓擔任正方代表。於1996年表示民進黨有「福佬沙文主義」的傾向。2003年3月18日，段宜康在民進黨主辦的「台灣沙龍講座」中表示：「民進黨已經變成世俗化的政黨，已經沒有自己的意識形態，沒有社會批判。」
2005年12月，段宜康以翁金珠未向新潮流報備即自行參選彰化縣縣長為由，自認督導不周，辭去新潮流系總召，由洪奇昌代理總召。2005年12月31日，段宜康表態在本次補選中支持游錫堃。
2006年8月25日，段宜康和郭正亮、洪奇昌等人舉行「反省從容忍開始，穩定是執政的天職」記者會，發起「容忍運動」，提議民進黨中央領導人共同容忍百萬人民反貪腐運動及共同制止王世堅、林國慶等黨內同志以百萬人民反貪腐運動總指揮施明德的「私德問題」攻擊百萬人民反貪腐運動，並揚言將在民進黨中常會提案要求黨中央「約束黨公職人員不得發動或配合動員，否則祭出嚴厲黨紀」,遭外界批評:違反民進黨黨章第27條「在黨內對本黨之路線、策略、綱領、政策及主要幹部之言行均得自由討論及批判」之保障，使民進黨淪為一言堂。
2006年12月29日，段宜康以「被非禮的女孩」形容自己被指為十一寇之一：「一個女孩子裙子穿太短就被非禮，別人卻只說『誰叫妳裙子穿這麼短』，這樣對嗎？」

### 立法委員

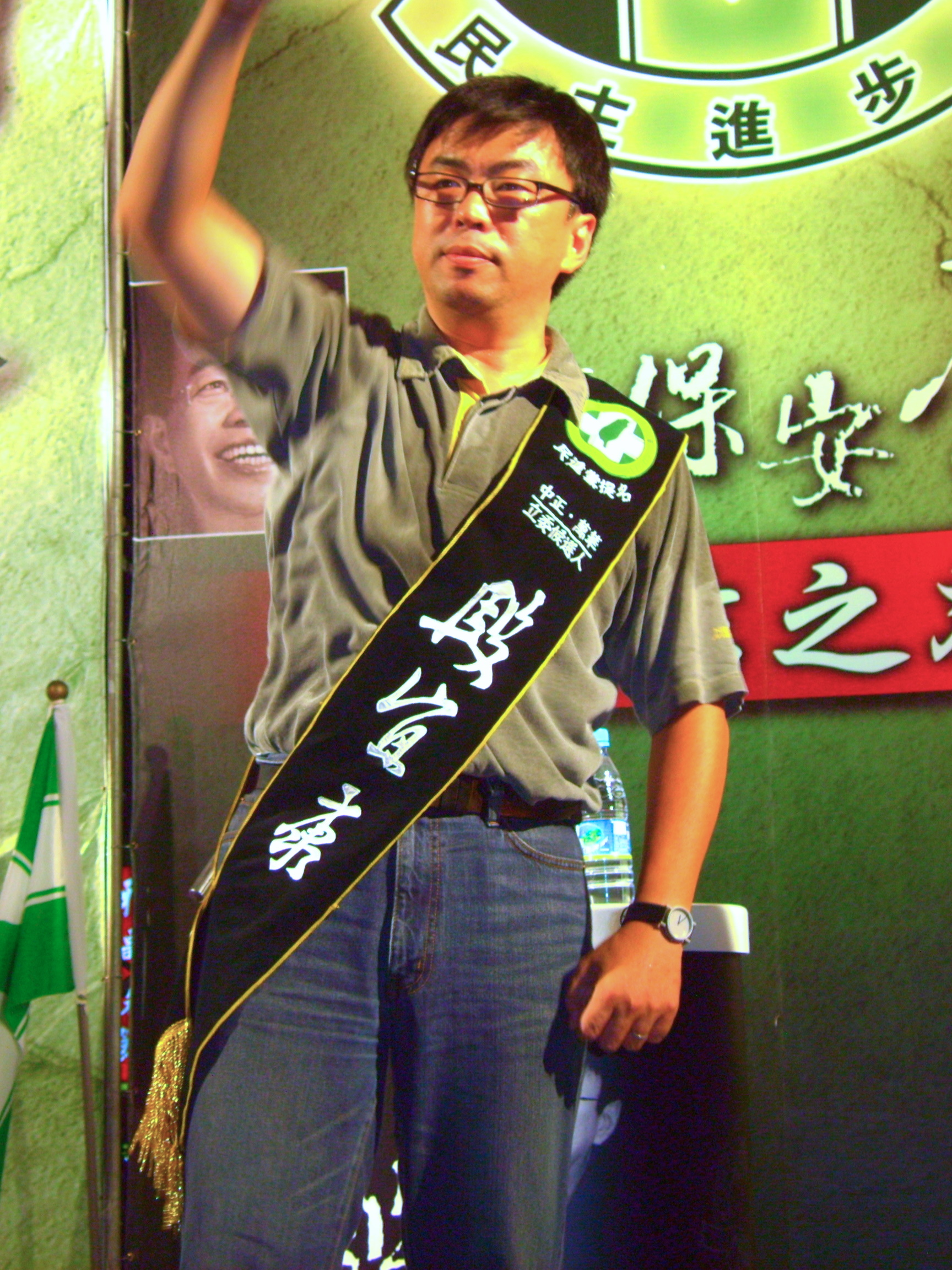
段宜康競選2008年中正萬華區立法委員

2008年，段宜康爭取立委候選人資格時，把自己跟陳水扁及謝長廷的照片擺在一起，表示自己是「陳水扁站台第一站」、「府院黨大會師」，還在競選廣告說他是「堅持」。
2008年中華民國立法委員選舉，段宜康與黃適卓以民調決定誰代表泛綠在臺北市第五選舉區參選立委，結果段宜康獲勝。之後段宜康敗給中國國民黨提名的候選人林郁方。敗選後，段宜康明確表示，拒絕擔任國民黨執政下的監察委員，也表示：民進黨人物絕對不能擔任國民黨執政下的監委，以免替國民黨背書或被國民黨虐待。
2008年4月1日，段宜康發表〈民主進步黨改革芻議〉，認為民進黨在2008年總統選舉慘敗的原因有三：㈠「清廉形象受質疑，個人操守問題惡化為全黨的集體墮落」；㈡「本土化價值成為對外切割和對內鬥爭的工具」；㈢「執政內容背離進步價值」。
2012年9月，行政院原住民族委員會主委孫大川赴立法院內政委員會報告編列經費前往西藏考察「中國大陸少數民族自治」，段宜康痛批，藏族人在中共統治下毫無「自治」可言，宗教、言論、語言、文化、參政、經濟、生態和生活方式都被改變和控制，在無法反抗的狀況下才會用連環自焚的方式表達最沉痛的抗議，原民會「根本就是去鬧國際笑話！如同去北韓考察民主自由一樣荒謬！」
2013年4月，段宜康在立法院內政委員會質詢由文化部指導、中正紀念堂辦理的「台灣設計蔣」文創商品設計競賽，該活動以蔣中正總統賢伉儷之生活故事做為創意發想重點設計，希望能透過文創商品開發，提升全民夫妻恩愛、家庭和樂。但段宜康痛批，「蔣氏專政下，多少家庭因此家破人亡，夫妻不要說恩愛，還找不到屍骨啊！」要求文化部停止辦理。網友發起在臉書kuso該項活動。文化部長龍應台於隔日表示停辦。
2013年，正當部份台灣民眾因為廣大興28號事件而發起「拒賣、拒買」菲律賓商品運動，段宜康在臉書上呼籲大家理性，「應該要求自己在面對這令人很難不遷怒的時候，能表現得不遷怒」。
2014年9月，段宜康踢爆頂新公司進口國外飼料油六百噸，強烈要求食藥署徹查頂新魏家四兄弟是否拿飼料油充當食用油。衛福部食藥署副署長姜郁美與北區管理中心主任馮潤蘭保證是以「食用油」進口無誤。2014年10月，台南地檢署查出頂新公司確實使用飼料油製造「維力清香油」、「維力香豬油」、「正義香豬油」等國內知名油品。
2015年3月11日，段宜康在Facebook表示，李登輝辦公室主任王燕軍與他同年、膽子卻是他的1百萬倍，好奇詢問「自傳不知何時上市？會不會有簽書會？」。
2015年5月14日，段宜康於2014年罵蔡正元「不要臉的髒東西」，被判處罰金新台幣5,000元，可改服勞役5天；段宜康後來在臉書PO上服勞役的照片，笑稱辛苦到手腳都在抖，好後悔。

## 爭議事件

### 批評龍應台
2012年，文化部長龍應台到立法院備詢，針對國家人權博物館的籌備情形提出專案報告備詢，由於段宜康認為龍應台在答詢時並沒有具體回答，批評龍應台是內閣中最厚臉皮的政務官，讓龍應台非常不滿當場反駁，不過段宜康仍然堅持，龍應台直接甩開麥克風，離開質詢台回座位。文化部長龍應台接連兩天到立法院進行專案報告，立委段宜康延續砲火，追問龍應台認不認同前總統李登輝當年對美麗島事件政治犯的特赦宣告？龍應台以要「研究清楚」為由不願回答，段宜康再批龍應台是「馬政府最耀眼的花瓶」；不過這回龍應台沒有離開質詢台，她只在之前強調，政治人物言行要成下一代典範，如果政治意識型態和人權扯在一起，是該戒慎恐懼的。

### 與洪智坤互罵
2011年7月5日，民進黨中執委洪智坤說，新潮流系的段宜康與林錫耀推薦全國工人總工會理事長鄭素華為民進黨不分區立委第三名，而且整個過程竟然能隱瞞鄭素華在2005年台北縣長選舉中的走路工賄選紀錄，連身兼提名小組召集人的民進黨主席蔡英文都不知情，顯示派系運作力道之大。段宜康在facebook批評洪智坤：「無憑無據指控我，就算了；把林錫耀扯進來，又有何證據？錫耀是蔡英文的執行總幹事，小英（蔡英文）要怎樣選下去？」洪智坤則在facebook回批段宜康：「事前不敢讓小英知道鄭的賄選紀錄，出事後搞得烏煙瘴氣，不是陷小英於不義？是這樣替蔡英文助選的嗎？」同日，洪智坤在facebook說：「有記者問我，段宜康和我都出自新潮流系，為什麼意見不同？我只是淡淡地回答：二十年前，我們都反對走路工賄選；只是二十年後，我還是反對走路工，而小段（段宜康）在替走路工緩頰叫屈而已。」
2014年3月5日，民進黨中執會，中執委洪智坤提出「在野整合勝選方案」，遭到以段宜康為首的幾位中執委反對，最後並未獲得通過。2014年3月6日，段宜康與洪智坤在facebook互罵。段宜康批評，現兼任無黨籍台北市長參選人柯文哲競選顧問的洪智坤是「選舉掮客」，洪智坤「利用黨內職務，販售政治權力；和為了打擊對手，對柯文哲戴紅帽子，一樣卑劣、一樣令人厭惡」；洪智坤大剌剌地以黨外候選人選舉顧問的身分在民進黨中執會提案，其實授人話柄、徒惹爭議，反而增加了在野整合的困擾。洪智坤反擊，段宜康身為民進黨台北市長徵詢小組召集人，沒積極推動在野整合，還拉幫結派對柯文哲進行人身攻擊，形同圍毆柯文哲，令人不齒；當日中執會中，多數人都認為民進黨必須要有一個與在野人士整合的機制，唯獨段宜康數度發言反對；如果段宜康對台北市長選舉有這麼大的使命感，段宜康應該親自參選，不要只躲在不分區立委身分底下操弄派系衝突；段宜康利用民進黨台北市長徵詢小組召集人的職權圍毆柯文哲，動用新潮流系縣市長為台北市長參選人顧立雄拍攝助選廣告，不只是「選舉掮客」，更是「權力黑幫」。

### 復興航空澎湖空難錯誤爆料
2014年7月30日，段宜康在臉書PO文爆料指出，「馬公機場2條跑道，02跑道有儀器降落系統（ILS）；20跑道則否。每天由空軍優先指定跑道；另一條才供民航機使用」；他說，復興航空222號班機空難事件當中，失事班機機長在降落前，曾向塔台要求從原20跑道改降落到有盲降系統導引的02跑道，沒想到塔台和提供氣象資料的空軍都強調能見度有達標準，拒絕更換跑道。《台灣壹週刊》隨即報導，GE222航班機長當時向塔台航管人員表示能見度不佳，要求改降落在20跑道，航管人員立刻向軍方連絡，但軍方竟已能見度達到1600公尺的理由拒絕要求，塔台也因此拒絕機長要求。對此，國防部空軍司令部政戰主任劉守仁澄清表示，馬公機場的02跑道與20跑道其實是同一條跑道，但是降落的方向不同，只是民航局在02跑道的方向有裝設「儀器降落系統」（ILS），20跑道的方向沒有ILS；他說，飛機降落跑道的方向完全是由塔台所決定，並非空軍所能決定，就連軍機起降也是接受塔台的管制。另外經營澎湖航線的航空公司人士表示，澎湖馬公機場只有一條跑道，飛機由南往北降落稱02跑道，由北往南稱20跑道，澎湖一年四季中僅夏季風向多由南往北吹，其他季節多數風向為由北往南吹，由於飛機必須逆風才能起飛，因此多數班機降落時使用02跑道。8月28日，段宜康對於自己的錯誤爆料在自己的臉書上對相關事件作出道歉。

### 打賭吞曲棍球事件
2014年11月12日在立法院開記者會，段宜康在立法院開記者會指控，國民黨立委林滄敏涉及中華民國曲棍球協會弊案（該會理事長為林滄敏）；同月，段宜康在幫民進黨彰化縣長候選人魏明谷站台輔選時誓言，如果調查結果是查無林滄敏不法情事，他願當眾吞下三顆曲棍球；同月18日，魏明谷跟進，在《自由時報》刊登廣告「驚爆！中華民國曲棍球協會詐領運動選手補助款」、「林滄敏向教育部浮報公款」等，林滄敏因此提告。2015年11月17日，法務部廉政署未傳喚林滄敏即宣布以查無不法結案，林滄敏、蔡正元等人要求段宜康信守承諾吞下三顆曲棍球，段宜康隨即在臉書發文「叫我呑曲棍球？林滄敏把我當儍子」，拒絕吞下曲棍球。
2016年1月，彰化地檢署以中華民國曲棍球協會秘書長李淑惠、總教練張文耀犯刑法上偽造文書、業務侵占等罪，因認罪且已將540萬返還體育署，以及向彰化縣政府補繳相關住宿費合計68萬9800元，被告受「緩起訴」處分、各繳交15萬、3萬元支付緩起訴處份金。。
2016年4月12日，台北地方法院判決，段宜康與魏明谷均未盡查證義務，段宜康所謂有向法務部與彰化地檢署查證之事都在開記者會指控林滄敏之後，事後法務部廉政署查無林滄敏不法情事，故判決段宜康與魏明谷應連帶賠償林滄敏名譽受損慰撫金新台幣30萬元並登報道歉，而且段宜康應刪除臉書相關言論；其後在高院判決段、魏連帶賠償100萬元並登報道歉；2018年8月10日，最高法院駁回上訴，判決確定。
2019年5月14日，監察院對偵辦此案時漏未論斷曲棍球協會秘書長偽造印章、印文及署押、又漏未論斷侵占及盜用公印文等犯罪事實、違反《刑法》明文規定而有明顯重大違誤、嚴重違反辦案程序的檢察官陳隆翔通過彈劾，移送司法院公務員懲戒委員會職務法庭處分。2020年6月30日，職務法庭判決不受懲戒，監察院提起再審；2021年4月12日，職務法庭加入人民參審制後仍認為原判決並無適用法規顯有錯誤，再審之訴駁回。

### 發表言論遭起訴
2014年爆料，馬英九曾在2008年大選前收受亞翔工程公司1億元捐款。判段宜康判賠60萬元及個人臉書刊登道歉聲明，卻在道歉後又將道歉文刪除。
「道歉人段宜康公開對外指稱馬英九先生，於2008年收受亞翔工程股份有限公司負責人1億元捐款，影射為亞翔工程股份有限公司合併榮民工程股份有限公司之對價乙事，屬不實言論，造成馬英九先生之名譽受到嚴重之損害，道歉人段宜康特向馬英九先生表達最高歉意。」
2014年11月17日，段宜康在臉書貼文指控，國民黨彰化縣縣長候選人林滄敏與無黨籍彰化縣縣長候選人黃文玲共用同1個金主——上屆立法院的第一財主蕭景田，「這位蕭大財主最近從全國農會貸款（新台幣）1200萬元、和各級農會和全國農業金庫總共貸了（新台幣）14.1億元！想要幹嘛？法務部、金管會醒醒吧！」「他的公司虧損，貸款額度高達7成5，一定是不正常嘛！」段宜康將發函給法務部和金融監督管理委員會要求調查此事。黃文玲已表明提告。
2014年11月21日，黃文玲率領支持者前往民進黨彰化縣縣長候選人魏明谷競選總部抗議，宣傳車上綁著「活捉十一寇段宜康」八字布條，抗議魏明谷透過段宜康指控她與林滄敏都疑似收取蕭景田的金援，要求魏明谷若無法舉證就應該退選，也要求段宜康若無法舉證就應該辭任立委；魏明谷競選總部回應，黃文玲此舉已喪失民主風範。
2015年7月16日，檢方發現，段宜康先是在臉書爆料，之後才函請法務部、金管會調查；且經檢方調查發現，蕭景田因經營北投麗禧溫泉酒店，向合作金庫銀行貸款新台幣6、7億元，之後因貸款利息問題轉向全國農業金庫貸款「借新還舊」，由於時間正好是選舉期間，引發聯想；因此認定段未經合理查證就發表不實言論，影響黃的名譽及選情，因此依妨害名譽及違反《公職人員選舉罷免法》起訴。

2016年6月28日，台北地方法院判決段宜康有期徒刑4月，得易科罰金，並褫奪公權1年；法院認定，段宜康未經合理查證，僅憑地方傳聞就在網路上散佈不利特定候選人的訊息，已違反《公職人員選舉罷免法》。
2016年12月8日，高等法院開庭，黃文玲堂哥黃上揚出庭證實蕭景田在前年彰化縣長選舉期間的確同時支持黃文玲和林滄敏，確有共用金主一事。黃男說這在地方選舉是不尋常的，蕭景田目的「就是要害死人」，藉資助黃文玲牽制同為綠營的魏明谷。黃上揚強調，當時段男和中間人來勸他改支持魏，他拒絕，因為「黃文玲是我堂妹，就是這樣」。
2016年12月9日，高等法院改判段宜康無罪，本案仍可上訴。

### 指控蔡正元偽造文書
2014年11月27日，即選前兩天，國民黨立委蔡正元在Facebook公開一份文章，當中指無黨籍參選人柯文哲是「本黨籍（民主進步黨）台北市長候選人」，段宜康立即反駁「根據黨部留底的資料，本來根本沒這幾個字」，民進黨同日下午召開記者會，指控蔡正元。同日晚上經過民進黨證實，該文函確實由台北市黨部發佈，因為黨員錯誤便宜行事，將文字直接拷貝，段宜康及民進黨台北市黨部向蔡正元提出道歉，並將相關文章刪除，以及選舉結束前不就選舉發表任何意見。

### 交通違規銷單77次
2015年4月14日，前國安會秘書長金溥聰爆料某立委曾在擔任市議員時期使用特權銷單，段宜康表示那是近16年前的舊事（1999年），段宜康說：「市議員任內對於交通違規罰款事件，我想他（金溥聰）講的是我」、「所有的責任都是我要擔的，那麼所有的責任，無論是我事先知道或是不知道，我就是要負起最後責任，因為我是議員」。當年段宜康總共銷單77次，主要都是紅線違停，粗估那時少繳了近十萬元罰緩。當時擔任段宜康助理的現任台北市議員許淑華則出面替段宜康說話，說銷的單都是選民服務，段宜康並不知情。

### 推動無水石膏納為合法食品
2014年，檢警與新北市政府衛生局查獲，永昌化工涉嫌將來自大陸、約6000多公斤的工業用的「無水石膏」，套上印有政府核發食品添加物許可證字號的包裝袋，販售給下游食品商當豆花原料，讓消費者在不知情狀況下把工業用石膏吃下肚。檢方送驗發現，這批無水石膏還含有鋁、硼、鋇、銅、矽、鍶等重金屬。儘管永昌化工負責人周德永否認犯行，檢方仍依違反《食品安全衛生管理法》、詐欺等罪起訴永昌化工及周德永。
2015年10月，新北地檢署檢察官黃孟珊在臉書發文指控，段姓立委施壓食藥署，將無水石膏納為合法食品添加物。遭影射的民進黨立委段宜康澄清，依照CODEX（國際食品法典）、歐盟規範，不管是二水或無水硫酸鈣（石膏），只要符於標準，都是合法的食品添加物。段指出，他在去年接獲永昌化工負責人周德永家人的陳情，因永昌進口國內沒生產的無水石膏，還為了保持乾燥而寫明在包裝外層，導致周德永遭收押禁見，段因此在2014年12月11日找來食藥署簡任技正高雅敏等了解狀況。食藥署官員大表驚訝，並說明雖先進國家都許可將無水石膏列為食品添加物，但因國內從無人申請，也沒取締，所以一直沒注意到這個問題。然而，新北市政府衛生局、新北地檢署、法院，都沒有任何人為此詢問過食藥署意見。段指出，他就建議永昌儘速提出申報，經專家學者審查通過後公告，若無爭議就能將無水石膏列入合法的食品添加物。
2015年11月，新北地方法院一審判決指出，從專家證詞及檢驗單位測試報告可知，永昌販售的無水石膏（無水硫酸鈣）屬「食用級」，且製造成本較貴，包括歐美、紐澳等國均列為准許使用添加物，另外衛福部在2015年6月已將無水石膏（無水硫酸鈣）列入合法食品添加物，一審法官認為案發時主管機關雖然尚未列為食品添加物，但仍不構成犯罪，頂多應處以行政罰。2016年6月，經檢方上訴並由智慧財產法院審理後，二審認定永昌以無水石膏混充食用級二水石膏，行為已經觸法，改判周德永有期徒刑6個月。2017年6月，最高法院維持智慧財產法院見解，改依違反食品安全衛生管理法中的假冒罪，判周德永有期徒刑6個月、可易科罰金，永昌化工科罰金300萬元，全案確定。

### 稱藍綠公開協商
2016年4月29日，時代力量立法委員黃國昌在立法院因不滿國民黨和民進黨私下協商散會，表達不滿。2016年4月30日，段宜康發文暗諷黃國昌不懂《立法院議事規則》，並聲稱立法院朝野協商內容是公開的、媒體都可以在場。但是截至目前為止，遲遲未有當天的協商內容，後續也未澄清，事件不了了之。

### 轉型正義政治化
2016年6月22日，時代力量原住民立法委員高潞·以用·巴魕剌在立法院司法及法制委員會批評，本日會議只審查民進黨版《促進轉型正義條例草案》，此草案未納入台灣原住民族轉型正義，可見民進黨完全執政以後就把原住民族拋在腦後；轉型正義不是只有1947年以後，轉型正義不該有選擇性，原住民族青年陣線一名阿美族青年寄給她的明信片寫著「轉型正義避談原住民族，就只是殖民政府在打手槍而已，還想告訴全世界『我手槍打很好』」。身為原住民立委的高潞、陳瑩、高金素梅與鄭天財等人在主席台上一起舉標語要求納入原住民族轉型正義，擔任本日會議主席的段宜康將此景拍照上傳臉書並發文「國民黨團、親民黨團和時代力量黨團聯手，我有點兒糊塗了」，高潞發現後砲轟段宜康「為什麼馬上丟臉書，為什麼要說『聯手』那麼政治」，段宜康隨即刪文。段宜康暗批，高潞跟著國民黨立法院黨團起舞，「除了讓國民黨達到拖延立法的目的，又得到什麼」；高潞回批，她是跟其他原住民立委站在一起捍衛原住民族立場，請民進黨的立委與支持者停止這種標籤化的幼稚行為。
2016年7月6日，立法院司法及法制委員會召開「原住民族促進轉型正義公聽會」第一場，2016年中華民國總統選舉蔡英文全國競選總部族群政見小組召集人施正鋒公開質疑蔡英文政府對待原住民族轉型正義的態度，同時砲轟民進黨立委，「不要再繼續放話修理我們的原住民立委，說他們是國民黨的幫兇！難道你們多少人不是國民黨出身的嗎？難道小英（蔡英文）不是國民黨栽培出來的嗎？這樣子是不禮貌的！」「你們回去問你們過去三年來的黨主席（蔡英文），你們的族群組、族群事務的召集人是誰？小英的族群政見的負責人是誰？問清楚再來罵！」部分在場的民進黨立委未多作表示。

### 對花蓮市市長補選的發言爭議
段宜康在2016年花蓮市市長補選中，不斷地批評國民黨候選人魏嘉賢，甚至提及曾轟動一時的花蓮作票事件，父親及大伯因作票、買票入獄，姊姊魏如薰凌虐被丈夫性侵少女的醜聞，及其母林珉慧在花蓮縣議會總質詢時因丈夫魏東河被刑事警察局南部打擊犯罪中心列為治平專案對象拘提而怒斥花蓮縣警察局局長。
2016年8月27日，花蓮市市長補選結果公佈，由魏嘉賢當選，段宜康隨即在Facebook留言稱「我可以假裝尊重選舉的結果，但我沒辦法假裝不鄙視那些選民」；這段文字隨即被刪除，但已被網友截圖。前國民黨青年團總團長徐巧芯批評民進黨，「鄙視人民的政黨，當然最後是會輸的」。國民黨文傳會副主委胡文琦則批評，段宜康發現苗頭不對就刪文，這就是投機性格，他並不感到意外。國民黨文傳會另外一位副主委李明賢則諷刺，段宜康此言是喪失立委資格以前「最後的瘋狂」。
翌日，段宜康在Facebook發文道歉，但他仍以「一向主導買票的政黨」一語影射國民黨買票影響選舉；民進黨發言人楊家俍表示，花蓮市市長補選已經結束，各方都應該謹言慎行，國民黨不要藉此挑起不必要的對立。國民黨文傳會副主委唐德明說，段宜康此舉只凸顯了權力的傲慢，毫無民主風範。而大部分花蓮市民則是認為，段宜康應該「有種自己來參選」。資深媒體人黃暐瀚則是批評：「某些人的心中，所謂『民主』就是『只有我能贏，你贏不可以』」；如今民進黨已經完全執政，如果花蓮市市長補選真有賄選，民進黨「早該通通抓起來送辦」，否則是嚴重失職。
8月29日，段宜康在接受記者訪問時正式道歉。民進黨台北市議員梁文傑則支持段宜康的說法，稱「小段（段宜康）很盡力了，但抓不到（買票）就是抓不到，是我們太遜，真抱歉」。李明賢則駁斥楊家俍的言論，他說，段宜康自己選擇挑起對立，民進黨卻「做賊喊抓賊」指控國民黨挑起對立，民進黨應儘速將段宜康送交黨紀處分。民進黨新北市黨部主委余天說，「小段講話老是這麼衝，這真的不好，我也很不喜歡他這種發言的方式」，若有機會，他會勸勸段宜康。

### 2016年台北市菜價高漲事件
2016年10月下旬，台灣經過多次颱風侵襲後，菜價一直維持高價，並未出現以往颱風暴雨過後菜價回復正常水平的現象。段宜康直接指控台北農產運銷公司總經理韓國瑜是「菜蟲」，韓國瑜向段宜康以「吃曲棍球」作打賭遭拒，段宜康被骂小瘪三，所以反指韓國瑜就任三屆立法委員期間打人的次數。

### 批評臺鐵電聯車採購案
2017年3月底，段宜康表示，臺灣鐵路管理局EMU800型電聯車煞車片陸續脫落影響行車安全，禍因是台灣車輛把投標時承諾的頂級德國製「燒結式」閘瓦偷換成日本製「合成式」閘瓦。臺鐵表示，EMU800型無閘瓦脫落情事，煞車性能也經過認證安全無虞。中華民國鐵道文化協會旗下雜誌《鐵道情報》表示，EMU800型原型車在製造時，由於德國Knorr在合約價格下只能提供合成式閘瓦，若使用合約規範的燒結式閘瓦則需增加採購金額；為此，EMU800型交車期程整整延後1年，行政院公共工程委員會才會裁決改用日本Nabtesco製造的燒結式閘瓦，所以EMU800型製造時更換的就是合約規範的燒結式閘瓦。
2017年4月3日，段宜康表示，臺鐵普悠瑪號傾斜式電聯車最大的問題，不是比太魯閣號貴，而在於根本是「假的傾斜式列車」。2017年4月6日，針對《鐵道情報》的質疑，段宜康說，《鐵道情報》說「空氣彈簧傾斜系統」是日本近年來最蓬勃發展的系統，但此系統不只日本、很多大廠都有做，日本JR等車輛都是用在直線高速鐵路，連台灣高鐵都是用類似彈簧；JR是「直線寬軌」，轉彎半徑很大，當然不需要那樣的傾斜角度；臺鐵東部幹線轉彎半徑很小，有一大段速度延緩「像是九彎十八拐，要不斷轉彎」，若是拿直線高速鐵路用的系統，就像梅賽德斯-賓士轎車走山上顛簸路面不如吉普車；《鐵道情報》對他的質疑，「這是台鐵的反擊，內部特定利益力量反擊」。

### 與陳之漢爭論時政
2018年5月27日，因館長（陳之漢）26日於直播中批評民進黨政府向WHO捐款100萬美金是凱子外交，段宜康在臉書列舉2008年至2011年政府對於三次對中國大陸及他國重大災難中的捐款額，並表示「你們這些沒心沒肺的垃圾，是在靠北三小？」；陳之漢在其實況直播批評「小英（蔡英文）說聽不到可以大聲一點，在（再）聽不到可以拍桌子，我很大聲說出人民心聲，你說我在靠北殺小？」，段宜康批評陳之漢以三字經「他媽的、幹你娘」謾罵蔡英文是羞辱蔡英文近期的喪母之痛。

## 言論
2014年台北市長選舉的在野整合中，洪智坤提出「在野整合勝選方案」，段宜康表示：「提案人大剌剌地以黨外候選人選舉顧問的身份，在民進黨中執會提案；其實授人話柄、徒惹爭議，反增整合困擾。選舉掮客利用黨內職務，販售政治權力；和為了打擊對手，對柯文哲戴紅帽子，一樣卑劣、一樣令人厭惡。」
段宜康痛批，把太陽花學運學生、教授抹綠的人是「不要臉的髒東西」。
苗栗縣長候選人吳宜臻、屏東縣長候選人潘孟安及台東縣長候選人劉櫂豪是否跟進辭去立委職務？段宜康進一步說，事先已通知他們這件事，但由於每個選區狀態不一樣，必須要做不同的處理跟考量，他們不會跟進辭職。

## 個人生活
段宜康與妻子陳麗文育有一子一女段非，其子有亞斯伯格症。

## 投書
- 2012年6月19日，《沒有加害者的轉型正義 （页面存档备份，存于）》，台灣新社會智庫 （页面存档备份，存于）
- 2013年2月7日，《被害人的正義在哪裡？ （页面存档备份，存于）》，台灣新社會智庫 （页面存档备份，存于）
- 2013年12月30日，《以愛之名，撐出同志的驕傲 （页面存档备份，存于）》，台灣新社會智庫 （页面存档备份，存于）
- 2013年9月12日， 《民進黨豈可變王金平親衛隊 （页面存档备份，存于）》，蘋果日報

## 外部連結
- 段宜康的Facebook專頁粉絲頁
- 段宜康的網路服務處 （页面存档备份，存于）
- YouTube上的段宜康頻道